# Бивер-Бей (тауншип, Миннесота)
Бивер-Бей (англ. Beaver Bay) — тауншип в округе Лейк, Миннесота, США. На 2000 год его население составило 582 человека.

## География
По данным Бюро переписи населения США площадь тауншипа составляет 363,1 км², из которых 358,9 км² занимает суша, а 4,2 км² — вода (1,16 %).

## Демография
По данным переписи населения 2000 года здесь находились 582 человека, 242 домохозяйства и 163 семьи.  Плотность населения —  1,6 чел./км².  На территории тауншипа расположено 403 постройки со средней плотностью 1,1 построек на один квадратный километр. Расовый состав населения: 97,77 % белых, 0,17 % афроамериканцев, 0,34 % коренных американцев, 0,17 % азиатов и 1,55 % приходится на две или более других рас. Испанцы или латиноамериканцы любой расы составляли 0,17 % от популяции тауншипа.
Из 242 домохозяйств в 20,2 % воспитывались дети до 18 лет, в 64,5 % проживали супружеские пары, в 1,7 % проживали незамужние женщины и в 32,6 % домохозяйств проживали несемейные люди. 26,9 % домохозяйств состояли из одного человека, при том 10,7 % из — одиноких пожилых людей старше 65 лет. Средний размер домохозяйства — 2,33, а семьи — 2,79 человека.
21,5 % населения — младше 18 лет, 5,3 % — в возрасте от 18 до 24 лет, 22,3 % — от 25 до 44, 31,1 % — от 45 до 64, и 19,8 % — старше 65 лет. Средний возраст — 45 лет. На каждые 100 женщин приходилось 104,9 мужчин.  На каждые 100 женщин старше 18 приходилось 102,2 мужчин.
Средний годовой доход домохозяйства составлял 43 438 долларов, а средний годовой доход семьи —  49 063 доллара. Средний доход мужчин —  42 222  доллара, в то время как у женщин — 25 625. Доход на душу населения составил 19 188 долларов. За чертой бедности находились 4,1 % семей и 6,2 % всего населения тауншипа, из которых 5,3 % младше 18 и 3,1 % старше 65 лет.